# Kopyś (stacja kolejowa)
Kopyś (biał. Копысь, Kopyś; ros. Копысь) – stacja kolejowa w miejscowości Stancyja Kopyś, w rejonie szkłowskim, w obwodzie mohylewskim, na Białorusi. Leży na linii Orsza - Mohylew. Nazwa pochodzi od pobliskiego miasta Kopyś.